# Jernej Kopitar
Jernej Kopitar (Repnje kod Vodica, 21. kolovoza 1780. – Beč, 11. kolovoza 1844.), slovenski jezikoslovac. 
Od 1808. dolazi u Beč radi studija prava. Već iste godine objavljuje prvi znanstveno uređenu gramatiku slovenskog jezika, pod naslovom Grammatik der Slavischen Sprache in Krain, Kärnten und Steyermark.
Postaje kasnije ravnatelje bečke dvorske knjižnice i cenzor slavenskih i novogrčkih knjiga. Radio je na stvaranju zajedničkog književnog jezika Slovenaca, a pomogao je i projektu Vuka Karadžića za oblikovanje srpskog književnog jezika temeljenog na narodnom štokavskom govoru. S ovom reformom srpskog jezika, Jernej Kopitar je - prema nekim ocjenama - uspio slomiti kulturnu te pravoslavnu sponu između Srba i Rusije, i time ih vezati za Hrvate i za Habsburšku monarhiju.
Misao Jerneja Kopitara je postala osnovom austroslavizma, koji će se kao politički pokret formulirati nakon njegove smrti. 
Jernej Kopitar je vrlo blisko surađivao sa znamenitim srpskim jezikoslovcem Vukom Stefanovićem Karadžićem, kojemu je bio i vjenčani kum. Lingvističke i političke ideje Jerneja Kopitara - koji je između ostaloga kao austrijski dužnosnik imao na umu potrebu da se Srbe udalji od u ono doba aktualnih panslavističkih težnji vezivanja uz Rusko Carstvo i ponudi im se vezivanje u srednjoeuropski kulturalni i politički krug gdje je Beč pod Habsburgovcima putem Njemačkog Saveza tada težio voditi glavnu riječ na širokom području od Sjevernog mora do Sredozemlja - imale su veliki utjecaj na Karadžića; tako i ideja da na južnoslavenskom govornom području valja formirati dva standardna jezika i time dva naroda - slovenski koji bi obuhvaćao i kajkavce u sjeverozapadnoj Hrvatskoj (za koje Kopitar koristi naziv "pseudohrvati"), te srpski na preostalom južnoslavenskom području. Jezični razvoj kojega je zamišljao provodio je Jernej Kopitar u bliskoj suradnji s austrijskim redarstvom, koje je stanovito vrijeme i financiralo Karadžićev rad.